# 柴田博之
柴田 博之（しばた ひろゆき、1976年7月8日 - ）は、滋賀県栗東市出身の元プロ野球選手（外野手）。

## 経歴
小学2年の時に野球を始める。滋賀県立栗東高等学校では3年春県大会優勝、夏はベスト4。東北福祉大学では4年春に首位打者、盗塁王、最優秀選手となり大学選手権ベスト8、また秋の明治神宮大会では準優勝。3年秋から3季連続ベストナイン。1998年のドラフト4位で西武ライオンズに入団。

### 現役時代
1年目の1999年は、中堅手として5試合の先発出場を含む26試合に出場し、3盗塁を記録した。2001年は113試合に出場してレギュラーに定着。規定打席到達には惜しくも13打席足りなかったものの、20盗塁・リーグ最多の三塁打8本を記録した。同年オフに左肘靭帯の損傷が発覚、左手首からの靱帯移植手術（トミー・ジョン手術）を行い、復帰までに8ヶ月を要した。このため内野への返球すらままならなくなり、以後数年間は一軍で外野手として起用される事は少なかった。
2003年は開幕戦で6番・DHで先発出場。DHのレギュラーには定着できなかったが、規定打席未満ながら3割を打ち、18盗塁を記録した。
2004年、伊東勤監督が就任。1番・DHで起用する方針であったが、レギュラー定着はならなかった。盗塁は自己最多の22個を記録した。2005年はシーズン1安打に終わり、翌2006年は一軍出場無しに終わる。
2007年は先発出場は3試合を含む7試合のみの出場に終わり、同年10月27日に戦力外通告を受けた。
現役続行を希望して2007年オフの12球団合同トライアウトを受けたが、声がかからず現役を引退。この一連の様子はTBSのドキュメンタリー番組『プロ野球戦力外通告・クビを宣告された男達』で放送された。

### 引退後

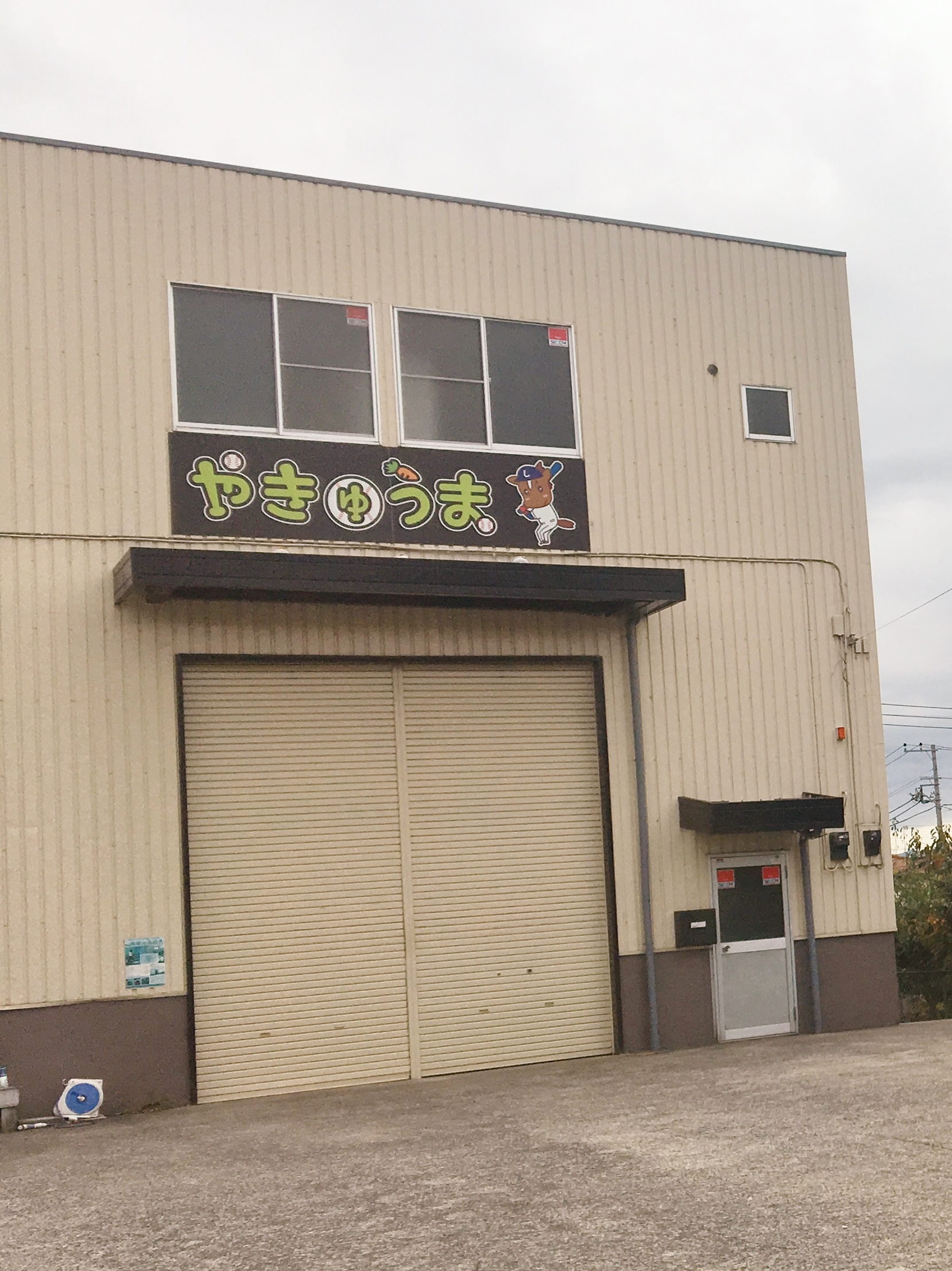
野球塾「やきゅうま」

2008年、5月から東京都東大和市向原でトムス野球塾を開校。倉庫を改造して作った室内練習場で小中学生・一般男性はもちろんの事、幼児クラスや女性クラス等も開設し、野球を指導している。
同年12月、TBSのドキュメンタリー番組『バース・デイ』でその後が放送される。
2010年5月にニッカンスポーツWeb版のコラム「ニッカン今井でございます」で「引退後記」として、選手時代、引退の様子そして現在の状況が紹介されている。
2012年3月末で一身上の都合によりトムス野球塾を退社し、5月より西多摩郡瑞穂町で野球塾「やきゅうま」を開校した。
2019年12月に、学生野球資格回復研修を受講した上で、2020年2月7日に日本学生野球協会より学生野球資格回復の適性認定を受けたことにより、学生野球選手への指導も可能となった。

## 人物
父・利秋は元日本中央競馬会（JRA）騎手で、柴田政見元調教師とその弟のダービージョッキーの柴田政人元調教師を叔父に持ち、柴田善臣騎手がいとこ、その息子の柴田健登厩務員と後にオートレース選手となった柴田陸樹は遠戚という競馬一家に生まれた。小さい頃は、本人も父の後を継いで騎手を目指していたが、体格が騎手向きではなかった（身長が伸びすぎた）こともあって、その後競馬よりも野球に熱中するようになる。
競馬一家に産まれたことから、一時期は、東京競馬場・中山競馬場で使用されていた「G1ファンファーレ」が登場曲として使用されてたことがある。
競馬一家という出自に加えて自身の特徴である俊足も相まって、競走馬のような「シバタオー」というニックネームを付けられた。

### 社会貢献・講演活動
埼玉西武ライオンズの社会貢献活動あるいは講演活動に協力し、埼玉県内の小・中学校及び高等学校で自身の経験を基にした講演等を行っている。
- 2008年12月西武が取り組んでいる地域振興活動の一環として、球団OBとして所沢市立伸栄小学校を訪問し、講師を務めた。
- 2009年12月8日に、埼玉県教育局が主催する講演事業「夢と豊かな心をはぐくむ」の「心のせんせい」として、埼玉県熊谷市立妻沼小学校の4年生2クラス約80名の生徒を対象に「夢を叶えるために大切なこと」と題した講演を行う他、親睦活動を行った[6]。
- 2010年2月2日に、所沢市立北中小学校の全校生徒約320名を対象に、楽しくスポーツに親しむ事を主眼とし、ボール投げの指導を中心としたスポーツレクリエーション講師を務めた[7]。

## 詳細情報

### 年度別打撃成績
| 年 度     | 球 団     | 試 合 | 打 席 | 打 数 | 得 点 | 安 打 | 二 塁 打 | 三 塁 打 | 本 塁 打 | 塁 打 | 打 点 | 盗 塁 | 盗 塁 死 | 犠 打 | 犠 飛 | 四 球 | 敬 遠 | 死 球 | 三 振 | 併 殺 打 | 打 率 | 出 塁 率 | 長 打 率 | O P S |
| --------- | --------- | ----- | ----- | ----- | ----- | ----- | -------- | -------- | -------- | ----- | ----- | ----- | -------- | ----- | ----- | ----- | ----- | ----- | ----- | -------- | ----- | -------- | -------- | ----- |
| 1999      | 西武      | 26    | 32    | 28    | 4     | 4     | 0        | 0        | 0        | 4     | 0     | 3     | 2        | 1     | 0     | 3     | 0     | 0     | 4     | 0        | .143  | .226     | .143     | .369  |
| 2001      | 西武      | 113   | 421   | 351   | 55    | 93    | 9        | 8        | 3        | 127   | 28    | 20    | 3        | 14    | 2     | 47    | 0     | 7     | 55    | 4        | .265  | .361     | .362     | .723  |
| 2002      | 西武      | 21    | 32    | 30    | 6     | 6     | 0        | 1        | 0        | 8     | 3     | 7     | 1        | 1     | 0     | 1     | 0     | 0     | 10    | 0        | .200  | .226     | .267     | .492  |
| 2003      | 西武      | 71    | 193   | 160   | 21    | 48    | 3        | 1        | 1        | 56    | 9     | 18    | 7        | 16    | 0     | 17    | 0     | 0     | 21    | 0        | .300  | .367     | .350     | .717  |
| 2004      | 西武      | 90    | 222   | 179   | 35    | 50    | 4        | 3        | 1        | 63    | 9     | 22    | 3        | 8     | 1     | 27    | 0     | 7     | 29    | 1        | .279  | .393     | .352     | .744  |
| 2005      | 西武      | 9     | 12    | 12    | 0     | 1     | 0        | 0        | 0        | 1     | 0     | 1     | 1        | 0     | 0     | 0     | 0     | 0     | 1     | 0        | .083  | .083     | .083     | .167  |
| 2007      | 西武      | 7     | 14    | 14    | 3     | 2     | 0        | 0        | 0        | 2     | 0     | 2     | 1        | 0     | 0     | 0     | 0     | 0     | 3     | 1        | .143  | .143     | .143     | .286  |
| 通算：7年 | 通算：7年 | 337   | 926   | 774   | 124   | 204   | 16       | 13       | 5        | 261   | 49    | 73    | 18       | 40    | 3     | 95    | 0     | 14    | 123   | 6        | .264  | .353     | .337     | .690  |

- 各年度の太字はリーグ最高

### 記録
- 初出場：1999年4月4日、対福岡ダイエーホークス2回戦（西武ドーム）、9回表に中堅手として出場
- 初盗塁：1999年5月1日、対福岡ダイエーホークス4回戦（福岡ドーム）、8回表に二盗（投手：ロドニー・ペドラザ、捕手：内之倉隆志）
- 初先発出場：1999年5月5日、対大阪近鉄バファローズ5回戦（大阪ドーム）、2番・右翼手として先発出場
- 初安打：同上、3回表に真木将樹から三塁内野安打
- 初本塁打・初打点：2001年4月14日、対千葉ロッテマリーンズ4回戦（千葉マリンスタジアム）、3回表に小野晋吾から右越ソロ

### 背番号
- 12 （1999年 - 2002年）
- 2 （2003年 - 2007年）